# Good Night (film)
Good Night è un cortometraggio brasiliano del 2023 diretto da Paulo Leão. Completamente in bianco e nero e senza dialoghi, il film è la prima incursione del regista nel genere Horror.

## Trama
Di notte in una casa si verificano strani rumori e movimenti e il suo abitante dovrà affrontare questa situazione e fare i conti con le possibili conseguenze.

## Produzione
La produzione di Good Night segue la linea del cinema indipendente ampiamente utilizzata dal regista Paulo Leão, dove unisce ancora una volta i ruoli di attore, regista e sceneggiatore.

## Distribuzione
Il lancio è avvenuto nel 2023, in versione ridotta, al Festival Internacional do Minuto.
Nel 2024, il film Good Night è entrato nella selezione ufficiale del Black & White Film Festival, a Toronto - Canada, dove ha ricevuto il Premio per il miglior film horror.
Nello stesso anno, sempre in Canada, Good Night è stato premiato come The Best of South American Films, al Toronto SCI-FI/Fantasy Festival.
Selezioni Ufficiali
- Festival Internacional do Minuto 2023 - Brasile
- Black & White Film Festival 2024 - Canada
- Toronto Fantasy/SCI-Fi Film & Screenplay Festival 2024 - Canada
- Lift-Off Sessions 2024 - Regno Unito
- Shortverse 2024 - Piattaforma di streaming di cortometraggi
- Hollywood North International Film Festival 2025 - Canada
- Lift-Off Filmmakers Sessions 2025